# Jana Novotná
Jana Novotná (ur. 2 października 1968 w Brnie,  zm. 19 listopada 2017) – czeska tenisistka, zwyciężczyni Wimbledonu w grze pojedynczej oraz 16 turniejów wielkoszlemowych w grze podwójnej i mieszanej, była liderka rankingu światowego deblistek, trzykrotna medalistka olimpijska, zdobywczyni Pucharu Federacji w barwach Czechosłowacji.

## Kariera tenisowa
W ciągu 12-letniej kariery zawodowej (1987-1999) wygrała łącznie 24 turnieje w grze pojedynczej i 76 w deblu. Reprezentowała styl "serwis-wolej", imponując umiejętnościami gry przy siatce w meczach z młodszymi rywalkami, preferującymi siłowy sposób gry. Wygrywając Wimbledon w 1998 stała się najstarszą zawodniczką w erze "open" tenisa z pierwszym zwycięstwem w turnieju wielkoszlemowym; jej rywalka – Nathalie Tauziat, grająca zresztą wówczas jedyny raz w finale Wielkiego Szlema – była jeszcze starsza. Novotná grała prawą ręką, bekhend stosowała zazwyczaj slajsowany, ale w odróżnieniu od jej wielkiej rywalki Steffi Graf było to uderzenie nie tyle obronne, co przygotowujące atak przy siatce.
Pierwsze zwycięstwo turniejowe odniosła w 1988 w Adelajdzie. W kolejnych latach wygrywała regularnie przynajmniej jeden turniej rocznie (poza 1992), dzięki czemu rychło znalazła miejsce w ścisłej czołówce światowej. W 1989 była po raz pierwszy w ćwierćfinale turnieju wielkoszlemowego (French Open), rok później w półfinale (również w Paryżu). W Australian Open 1991 awansowała do finału, ale przegrała w trzech setach z młodą Moniką Seles.
Na kolejny wielkoszlemowy finał czekała dwa lata; w 1993 pokonała na Wimbledonie w półfinale Martinę Navrátilovą i w finale przyszło jej zmierzyć się z Niemką Steffi Graf. Mecz finałowy przeszedł do historii ze względu na niezwykły przebieg. Novotná przegrała pierwszego seta w tie-breaku, ale od początku drugiej partii zaczęła zdecydowanie dominować. Drugi set zakończył się jej szybkim zwycięstwem 6:1, także decydującego seta rozpoczęła z animuszem. Dramat Czeszki rozpoczął się przy stanie 4:1 i 40:30, kiedy teoretycznie dzieliło ją od końcowego sukcesu pięć wygranych punktów – dwukrotnie zepsuła serwis, który dawał jej prowadzenie 5:1, a następnie nie wykorzystała łatwego woleja, uderzając w aut. Czeszka tak przejęła się niepowodzeniem, że nie potrafiła wygrać najprostszych piłek. Doświadczona Graf wykorzystała szansę i szybko przejęła inicjatywę, wygrywając pozostałe gemy i trzeciego seta 6:4. Zdjęcia zapłakanej Jany Novotnej w objęciach wręczającej nagrody księżnej Kentu obiegły prasę nie tylko sportową.
Utrwaliła się wówczas o Janie Novotnej opinia zawodniczki słabej psychicznie, która łatwo traci panowanie nad sobą i jest w stanie przegrać mecz z najbardziej komfortowej sytuacji. Opinia ta znalazła swoiste potwierdzenie kilka lat później, kiedy w turnieju French Open Chanda Rubin zdołała pokonać Czeszkę z wyniku 0:5 i 0:40 w decydującym secie. Mimo to kariera Jana Novotnej nie uległa załamaniu; wygrywała kolejne turnieje (głównie w hali) i utrzymywała się w czołowej dziesiątce na świecie. W 1997 ponownie awansowała do finału na Wimbledonie i ponownie przegrała w trzech setach – tym razem ze Szwajcarką Martiną Hingis; mecz miał mniej dramatyczny przebieg (chociaż Novotna po wygranym pierwszym secie prowadziła z przełamaniem rywalki również w drugim, była więc dość blisko zwycięstwa) i Czeszka zniosła niepowodzenie dużo spokojniej niż cztery lata wcześniej.
Wreszcie w 1998 Jana Novotná doczekała się swojego zwycięstwa w wielkoszlemowym turnieju w grze pojedynczej. Zrewanżowała się Martinie Hingis w półfinale i wykorzystała swoją szansę, będąc faworytką w decydującym meczu z Tauziat; wygrała w stosunku 6:4, 7:6. Wyniki te (także wygrany turniej Masters w 1997) dały Novotnej awans niemal na szczyt rankingu światowego; rok 1997 zakończyła jako wiceliderka, a w 1998 była o krok od awansu na pierwsze miejsce; zabrakło jej dwóch wygranych pojedynków – awansowałaby w przypadku zwycięstwa na US Open, ale przegrała tam w półfinale. Wraz z końcem kolejnego sezonu (1999) ogłosiła zakończenie kariery sportowej, kilka miesięcy po Niemce Steffi Graf.
Jej sukcesy w grze pojedynczej były dużo bardziej spektakularne, ale przede wszystkim była wybitną deblistką. W deblowym turnieju Masters wystąpiła jedenaście razy, w tym w latach 1989-1998 dziesięć razy z rzędu; turniej ten wygrywała dwa razy (1995 i 1997). Wielokrotnie zajmowała pozycję liderki rankingu deblistek. Sześć razy była laureatką tytułu "para deblowa roku" organizacji tenisistek zawodowych WTA i Międzynarodowej Federacji Tenisa ITF, wspólnie z Hingis (1998), Lindsay Davenport (1997), Arantxą Sánchez Vicario (1996), Gigi Fernández (1991) i Heleną Sukovą (1989, 1990). Wygrała 12 turniejów wielkoszlemowych w deblu i 4 w grze mieszanej. Także głównie jako deblistka świętowała zdobycie wraz z ekipą czechosłowacką Pucharu Federacji w 1988. Łącznie w latach 1987-1998 wystąpiła w barwach Czechosłowacji, a od 1993 Czech w 45 pojedynkach pucharowych (wygrywając 33).
Poza reprezentacją pucharową uczestniczyła w igrzyskach olimpijskich; sięgnęła po brąz w grze pojedynczej w Atlancie w 1996, na tym samym turnieju była wicemistrzynią w deblu. Także srebro w deblu zdobyła w Seulu w 1988. W obu startach partnerowała jej Helena Suková.
W 1998 została odznaczona Medalem Za Zasługi I stopnia.
Jej wieloletnią trenerką była wybitna zawodniczka, zwyciężczyni czterech turniejów wielkoszlemowych, Hana Mandlíková. W 2005 Jana Novotná została uhonorowana miejscem w Międzynarodowej Tenisowej Galerii Sławy.
Zmarła 19 listopada 2017 roku wskutek choroby nowotworowej, miała 49 lat.

## Historia występów wielkoszlemowych
Legenda
     W, wygrany turniej
     F, przegrana w finale
     SF, przegrana w półfinale
     QF, przegrana w ćwierćfinale
     xR, przegrana w x rundzie
     A, brak startu

### Występy w grze pojedynczej
|                        | Czechosłowacja | Czechosłowacja | Czechosłowacja | Czechosłowacja | Czechosłowacja | Czechosłowacja | Czechosłowacja | Czechosłowacja | Czechy | Czechy | Czechy | Czechy | Czechy | Czechy | Czechy |        |          |
| Turniej                | 1985           | 1986           | 1987           | 1988           | 1989           | 1990           | 1991           | 1992           | 1993   | 1994   | 1995   | 1996   | 1997   | 1998   | 1999   | Tytuły | Z-P      |
| Australian Open        | A              | A              | A              | 1R             | 3R             | 3R             | F              | 4R             | 2R     | QF     | 4R     | A      | A      | A      | 3R     | 0 / 9  | 23 – 9   |
| French Open            | A              | 1R             | 3R             | 1R             | QF             | SF             | QF             | 4R             | QF     | 1R     | 3R     | SF     | 3R     | QF     | 4R     | 0 / 14 | 38 –14   |
| Wimbledon              | A              | 1R             | 4R             | 2R             | 4R             | QF             | 2R             | 3R             | F      | QF     | SF     | QF     | F      | W      | QF     | 1 / 14 | 50 – 13  |
| US Open                | A              | LQ             | 4R             | 1R             | 2R             | QF             | 4R             | 1R             | 4R     | SF     | QF     | QF     | QF     | SF     | 3R     | 0 / 13 | 38 – 13  |
|                        |                |                |                |                |                |                |                |                |        |        |        |        |        |        |        |        |          |
| Ranking na koniec roku | 306            | 171            | 47             | 35             | 11             | 13             | 7              | 10             | 6      | 4      | 11     | 5      | 2      | 3      | -      | 1 / 50 | 149 – 49 |

### Występy w grze podwójnej
|                        | Czechosłowacja | Czechosłowacja | Czechosłowacja | Czechosłowacja | Czechosłowacja | Czechosłowacja | Czechosłowacja | Czechosłowacja | Czechy | Czechy | Czechy | Czechy | Czechy | Czechy | Czechy |         |          |
| Turniej                | 1985           | 1986           | 1987           | 1988           | 1989           | 1990           | 1991           | 1992           | 1993   | 1994   | 1995   | 1996   | 1997   | 1998   | 1999   | Tytuły  | Z-P      |
| Australian Open        | A              | A              | A              | QF             | SF             | W              | F              | QF             | QF     | SF     | W      | A      | A      | A      | 3R     | 2 / 9   | 36 – 7   |
| French Open            | A              | 2R             | 3R             | A              | SF             | W              | W              | SF             | F      | A      | F      | SF     | 3R     | W      | QF     | 3 / 12  | 48 – 9   |
| Wimbledon              | A              | A              | 2R             | 3R             | W              | W              | F              | F              | F      | F      | W      | QF     | QF     | W      | SF     | 4 / 13  | 56 – 8   |
| US Open                | A              | A              | 3R             | 3R             | 3R             | F              | F              | F              | 2R     | W      | QF     | F      | W      | W      | 3R     | 3 / 13  | 49 – 10  |
|                        |                |                |                |                |                |                |                |                |        |        |        |        |        |        |        |         |          |
| Ranking na koniec roku | -              | 137            | 24             | 13             | 5              | 2              | 1              | 4              | 4      | 4      | 2      | 3      | 6      | 3      | -      | 12 / 47 | 189 – 35 |

### Występy w grze mieszanej
|                 | Czechosłowacja | Czechosłowacja | Czechosłowacja | Czechosłowacja | Czechosłowacja | Czechosłowacja | Czechosłowacja | Czechosłowacja | Czechy | Czechy | Czechy | Czechy | Czechy | Czechy | Czechy |        |        |  |  |  |  |  |  |  |  |  |  |
| Turniej         | 1985           | 1986           | 1987           | 1988           | 1989           | 1990           | 1991           | 1992           | 1993   | 1994   | 1995   | 1996   | 1997   | 1998   | 1999   | Tytuły | Z-P    |  |  |  |  |  |  |  |  |  |  |
| Australian Open | A              | A              | A              | W              | W              | A              | A              | A              | A      | A      | A      | A      | A      | A      | A      | 2 / 2  | 10 – 0 |  |  |  |  |  |  |  |  |  |  |
| French Open     | A              | A              | A              | A              | A              | A              | A              | 2R             | A      | A      | A      | A      | A      | A      | A      | 0 / 1  | 1 – 1  |  |  |  |  |  |  |  |  |  |  |
| Wimbledon       | A              | A              | A              | 2R             | W              | SF             | A              | QF             | A      | A      | A      | A      | A      | A      | A      | 1 / 4  | 14 – 3 |  |  |  |  |  |  |  |  |  |  |
| US Open         | A              | A              | A              | W              | 2R             | A              | A              | A              | A      | F      | A      | A      | A      | A      | A      | 1 / 3  | 10 – 2 |  |  |  |  |  |  |  |  |  |  |
|                 |                |                |                |                |                |                |                |                |        |        |        |        |        |        |        |        |        |  |  |  |  |  |  |  |  |  |  |
|                 |                |                |                |                |                |                |                |                |        |        |        |        |        |        |        | 4 / 10 | 35 – 6 |  |  |  |  |  |  |  |  |  |  |

## Finały turniejów WTA
| Legenda                   | Legenda |
| ------------------------- | ------- |
| Wielki Szlem              |         |
| Igrzyska olimpijskie      |         |
| WTA Tour Championships    |         |
| WTA Doubles Championships |         |
| 1971 – 1987               |         |
| Virginia Slims Circuit    |         |
| Grand Prix Series         |         |
| Colgate Series            |         |
| 1988 – 2008               |         |
| Kategoria I               |         |
| Kategoria II              |         |
| Kategoria III             |         |
| Kategoria IV              |         |
| Kategoria V               |         |

### Gra pojedyncza 41 (24–16)
| Końcowy wynik     | Nr  | Data                 | Turniej         | Nawierzchnia    | Przeciwniczka           | Wynik finału     |
| ----------------- | --- | -------------------- | --------------- | --------------- | ----------------------- | ---------------- |
| Finalistka        | 1.  | 3 stycznia 1988      | Brisbane        | Trawiasta       | Pam Shriver             | 6:7, 6:7         |
| Zwyciężczyni      | 1.  | 4 grudnia 1988       | Adelaide        | Twarda          | Jana Pospíšilová        | 7:5, 6:4         |
| Finalistka        | 2.  | 7 maja 1989          | Hamburg         | Ceglana         | Steffi Graf             | walkower         |
| Zwyciężczyni      | 2.  | 28 maja 1989         | Strasburg       | Ceglana         | Patricia Tarabini       | 6:1, 6:2         |
| Finalistka        | 3.  | 22 października 1989 | Zurich          | Dywanowa (hala) | Steffi Graf             | 1:6, 6:7(6)      |
| Zwyciężczyni      | 3.  | 12 sierpnia 1990     | Albuquerque     | Twarda          | Laura Gildemeister      | 6:4, 6:4         |
| Zwyciężczyni      | 4.  | 13 stycznia 1991     | Sydney          | Twarda          | Arantxa Sánchez Vicario | 6:4, 6:2         |
| Finalistka        | 4.  | 27 stycznia 1991     | Australian Open | Twarda          | Monica Seles            | 7:5, 3:6, 1:6    |
| Zwyciężczyni      | 5.  | 24 lutego 1991       | Oklahoma        | Twarda (hala)   | Anne Smith              | 3:6, 6:3, 6:2    |
| Finalistka        | 5.  | 6 października 1991  | Lipsk           | Dywanowa (hala) | Steffi Graf             | 3:6, 3:6         |
| Finalistka        | 6.  | 16 lutego 1992       | Chicago         | Dywanowa (hala) | Martina Navrátilová     | 6:7(4), 6:4, 5:7 |
| Finalistka        | 7.  | 4 października 1992  | Lipsk           | Dywanowa (hala) | Steffi Graf             | 3:6, 6:1, 4:6    |
| Finalistka        | 8.  | 25 października 1992 | Brighton        | Dywanowa (hala) | Steffi Graf             | 6:4, 4:6, 6:7(3) |
| Zwyciężczyni      | 6.  | 14 lutego 1993       | Osaka           | Dywanowa (hala) | Kimiko Date             | 6:3, 6:2         |
| Finalistka        | 9.  | 2 lipca 1993         | Wimbledon       | Trawiasta       | Steffi Graf             | 6:7(6), 6:1, 4:6 |
| Finalistka        | 10. | 3 października 1993  | Lipsk           | Dywanowa (hala) | Steffi Graf             | 2:6, 0:6         |
| Zwyciężczyni      | 7.  | 24 października 1994 | Brighton        | Dywanowa (hala) | Anke Huber              | 6:2, 6:4         |
| Zwyciężczyni      | 8.  | 2 października 1994  | Lipsk           | Dywanowa (hala) | Mary Pierce             | 7:5, 6:1         |
| Zwyciężczyni      | 9.  | 23 października 1995 | Brighton        | Dywanowa (hala) | Helena Suková           | 6:7(4), 6:3, 6:4 |
| Zwyciężczyni      | 10. | 30 października 1994 | Essen           | Dywanowa (hala) | Iva Majoli              | 6:2, 6:4         |
| Zwyciężczyni      | 11. | 26 lutego 1995       | Linz            | Dywanowa (hala) | Barbara Rittner         | 6:7(6), 6:3, 6:4 |
| Finalistka        | 11. | 25 lutego 1996       | Essen           | Dywanowa (hala) | Iva Majoli              | 5:7, 6:1, 6:7(6) |
| Zwyciężczyni      | 12. | 25 maja 1996         | Madryt          | Ceglana         | Magdalena Maleewa       | 4:6, 6:4, 6:3    |
| Zwyciężczyni      | 13. | 20 października 1996 | Zurych          | Dywanowa (hala) | Martina Hingis          | 6:2, 6:2         |
| Zwyciężczyni      | 14. | 3 listopada 1993     | Chicago         | Dywanowa (hala) | Jennifer Capriati       | 6:4, 3:6, 6:1    |
| Zwyciężczyni      | 15. | 17 listopada 1996    | Filadelfia      | Dywanowa (hala) | Steffi Graf             | 6:4, krecz       |
| Finalistka        | 12. | 23 lutego 1997       | Hanower         | Dywanowa (hala) | Iva Majoli              | 6:4, 6:7(2), 4:6 |
| Zwyciężczyni      | 16. | 25 maja 1997         | Madryt          | Ceglana         | Monica Seles            | 7:5, 6:1         |
| Nierozstrzygnięte | 1.  | 22 czerwca 1997      | Eastbourne      | Trawiasta       | Arantxa Sánchez Vicario | opady deszczu    |
| Finalistka        | 13. | 5 lipca 1997         | Wimbledon       | Trawiasta       | Martina Hingis          | 6:2, 3:6, 3:6    |
| Zwyciężczyni      | 17. | 28 września 1997     | Lipsk           | Dywanowa (hala) | Amanda Coetzer          | 6:2, 4:6, 6:3    |
| Zwyciężczyni      | 18. | 2 listopada 1997     | Moskwa          | Dywanowa (hala) | Ai Sugiyama             | 6:3, 6:4         |
| Zwyciężczyni      | 19. | 23 listopada 1997    | Nowy Jork       | Dywanowa (hala) | Mary Pierce             | 7:6(4), 6:2, 6:3 |
| Finalistka        | 14. | 22 lutego 1998       | Hanower         | Dywanowa (hala) | Patty Schnyder          | 0:6, 6:2, 5:7    |
| Zwyciężczyni      | 20. | 1 marca 1998         | Linz            | Dywanowa (hala) | Dominique Van Roost     | 6:1, 7:6(2)      |
| Finalistka        | 15. | 3 maja 1998          | Hamburg         | Ceglana         | Martina Hingis          | 3:6, 5:7         |
| Zwyciężczyni      | 21. | 20 czerwca 1998      | Eastbourne      | Trawiasta       | Arantxa Sánchez Vicario | 6:1, 7:5         |
| Zwyciężczyni      | 22. | 5 lipca 1998         | Wimbledon       | Trawiasta       | Nathalie Tauziat        | 6:4, 7:6(2)      |
| Zwyciężczyni      | 23. | 12 lipca 1998        | Praga           | Ceglana         | Sandrine Testud         | 6:3, 6:0         |
| Finalistka        | 16. | 30 sierpnia 1998     | New Haven       | Twarda          | Steffi Graf             | 4:6, 1:6         |
| Zwyciężczyni      | 24. | 21 lutego 1999       | Hanower         | Dywanowa (hala) | Venus Williams          | 6:4, 6:4         |

### Gra mieszana 7 (5–2)
| Końcowy wynik | Nr | Data             | Turniej         | Nawierzchnia | Partner         | Przeciwnicy                       | Wynik finału  |
| ------------- | -- | ---------------- | --------------- | ------------ | --------------- | --------------------------------- | ------------- |
| Zwyciężczyni  | 1. | 8 marca 1987     | Miami           | Twarda       | Miloslav Mečíř  | Elna Reinach Christo van Rensburg | 6:3, 3:6, 6:3 |
| Zwyciężczyni  | 2. | 23 stycznia 1988 | Australian Open | Twarda       | Jim Pugh        | Martina Navrátilová Tim Gullikson | 5:7, 6:2, 6:4 |
| Finalistka    | 1. | 26 marca 1988    | Miami           | Twarda       | Jim Pugh        | Ann Henricksson Michiel Schapers  | 4:6, 4:6      |
| Zwyciężczyni  | 3. | 10 września 1988 | US Open         | Twarda       | Jim Pugh        | Elizabeth Smylie John McEnroe     | 7:5, 6:3      |
| Zwyciężczyni  | 4. | 28 stycznia 1989 | Australian Open | Twarda       | Jim Pugh        | Zina Garrison Sherwood Stewart    | 6:3, 6:4      |
| Zwyciężczyni  | 5. | 8 lipca 1989     | Wimbledon       | Trawiasta    | Jim Pugh        | Jenny Byrne Mark Kratzmann        | 6:4, 5:7, 6:4 |
| Finalistka    | 2. | 10 września 1994 | US Open         | Twarda       | Todd Woodbridge | Elna Reinach Patrick Galbraith    | 2:6, 4:6      |

## Występy w Turnieju Mistrzyń

### W grze pojedynczej
| Rok  | Rezultat    | Rywalka                 | Wynik            |
| 1989 | I runda     | Steffi Graf             | 3:6, 4:6         |
| 1990 | I runda     | Gabriela Sabatini       | 1:6, 7:5, 6:7    |
| 1991 | Półfinał    | Martina Navrátilová     | 1:6, 4:6         |
| 1992 | Ćwierćfinał | Monica Seles            | 6:3, 4:6, 1:6    |
| 1993 | Ćwierćfinał | Arantxa Sánchez Vicario | 7:6, 6:7, 4:6    |
| 1994 | Ćwierćfinał | Lindsay Davenport       | 2:6, 2:6         |
| 1995 | I runda     | Kimiko Date             | 7:5, 3:6, 4:6    |
| 1996 | Półfinał    | Steffi Graf             | 6:4, 4:6, 3:6    |
| 1997 | Zwycięstwo  | Mary Pierce             | 7:6(4), 6:2, 6:3 |
| 1998 | I runda     | Steffi Graf             | 7:6, 4:6, 1:6    |

### W grze podwójnej
| Rok  | Rezultat    | Partnerka               | Przeciwniczki                         | Wynik            |
| 1987 | Ćwierćfinał | Catherine Suire         | Martina Navrátilová Pam Shriver       | 6:7, 7:5, 4:6    |
| 1989 | Półfinał    | Helena Suková           | Łarysa Sawczenko Natalla Zwierawa     | 6:3, 6:7, 4:6    |
| 1990 | Ćwierćfinał | Helena Suková           | Natalija Medwediewa Leila Meschi      | 4:6, 6:1, 3:6    |
| 1991 | Finał       | Gigi Fernández          | Martina Navrátilová Pam Shriver       | 6:4, 5:7, 4:6    |
| 1992 | Finał       | Łarysa Neiland          | Arantxa Sánchez Vicario Helena Suková | 6:7(4), 1:6      |
| 1993 | Finał       | Łarysa Neiland          | Gigi Fernández Natalla Zwierawa       | 3:6, 5:7         |
| 1994 | Finał       | Arantxa Sánchez Vicario | Gigi Fernández Natalla Zwierawa       | 3:6, 7:6(4), 3:6 |
| 1995 | Zwycięstwo  | Arantxa Sánchez Vicario | Gigi Fernández Natalla Zwierawa       | 6:2, 6:1         |
| 1996 | Finał       | Arantxa Sánchez Vicario | Lindsay Davenport Mary Joe Fernández  | 3:6, 2:6         |
| 1997 | Zwycięstwo  | Lindsay Davenport       | Alexandra Fusai Nathalie Tauziat      | 6:7(5), 6:3, 6:2 |
| 1998 | Ćwierćfinał | Martina Hingis          | Yayuk Basuki Caroline Vis             | 4:6, 6:2, 4:6    |

## Występy w turnieju WTA Doubles Championships
| Rok  | Rezultat   | Partnerka               | Przeciwniczki                            | Wynik    |
| 1992 | Zwycięstwo | Łarysa Neiland          | Arantxa Sánchez Vicario Natalla Zwierawa | 6:4, 6:2 |
| 1994 | Zwycięstwo | Arantxa Sánchez Vicario | Gigi Fernández Natalla Zwierawa          | 6:2, 7:5 |

## Występy w igrzyskach olimpijskich

### Gra pojedyncza
| Runda                                                                                   | Przeciwniczka                             | Wynik          |  |
| --------------------------------------------------------------------------------------- | ----------------------------------------- | -------------- |  |
|                                                                                         |                                           |                |  |
| Letnie Igrzyska Olimpijskie w Seulu 1988, reprezentując państwo Czechosłowacja          |                                           |                |  |
| I runda                                                                                 | Francja: Isabelle Demongeot               | 6:4, 6:3       |  |
| II runda                                                                                | Austria: Barbara Paulus                   | 4:6, 3:6       |  |
|                                                                                         |                                           |                |  |
| Letnie Igrzyska Olimpijskie w Barcelonie 1992, reprezentując państwo Czechosłowacja [9] |                                           |                |  |
| I runda                                                                                 | WNP: Natalla Zwierawa                     | 1:6, 0:6       |  |
|                                                                                         |                                           |                |  |
| Letnie Igrzyska Olimpijskie w Atlancie 1996, reprezentując państwo Czechy [6]           |                                           |                |  |
| I runda                                                                                 | Rumunia: Ruxandra Dragomir                | 6:4, 4:4 krecz |  |
| II runda                                                                                | Austria: Judith Wiesner                   | 6:4, 3:6, 6:3  |  |
| III runda                                                                               | Japonia: Ai Sugiyama                      | 6:3, 6:4       |  |
| Ćwierćfinał                                                                             | Stany Zjednoczone: Monica Seles [1]       | 7:5, 3:6, 8:6  |  |
| Półfinał                                                                                | Hiszpania: Arantxa Sánchez Vicario [3]    | 4:6, 6:1, 3:6  |  |
| O brązowy medal                                                                         | Stany Zjednoczone: Mary Joe Fernández [7] | 7:6, 6:4       |  |

### Gra podwójna
| Runda                                                                               | Partnerka            | Przeciwniczki                                             | Wynik          |
| ----------------------------------------------------------------------------------- | -------------------- | --------------------------------------------------------- | -------------- |
|                                                                                     |                      |                                                           |                |
| Letnie Igrzyska Olimpijskie w Seulu 1988, reprezentując państwo Czechosłowacja      |                      |                                                           |                |
| I runda                                                                             | Helena Suková [3]    | Korea Południowa: Kim Il-soon / Lee Jeong-myung           | 6:2, 7:6(4)    |
| Ćwierćfinał                                                                         | Helena Suková [3]    | Japonia: Etsuko Inoue / Kumiko Okamoto                    | 6:3, 6:2       |
| Półfinał                                                                            | Helena Suková [3]    | RFN: Steffi Graf / Claudia Kohde-Kilsch [2]               | 7:5, 6:3       |
| O złoty medal                                                                       | Helena Suková [3]    | Stany Zjednoczone: Zina Garrison, Pam Shriver [1]         | 6:4, 2:6, 8:10 |
|                                                                                     |                      |                                                           |                |
| Letnie Igrzyska Olimpijskie w Barcelonie 1992, reprezentując państwo Czechosłowacja |                      |                                                           |                |
| I runda                                                                             | Andrea Strnadová [3] | Rumunia: Ruxandra Dragomir, Irina Spîrlea                 | 6:1, 6:4       |
| II runda                                                                            | Andrea Strnadová [3] | Japonia: Kimiko Date, Maya Kidowaki                       | 6:3, 7:6(4)    |
| Ćwierćfinał                                                                         | Andrea Strnadová [3] | Australia: Rachel McQuillan, Nicole Provis [5]            | 3:6, 3:6       |
|                                                                                     |                      |                                                           |                |
| Letnie Igrzyska Olimpijskie w Atlancie 1996, reprezentując państwo Czechy           |                      |                                                           |                |
| I runda                                                                             | Helena Suková [2]    | Rosja: Anna Kurnikowa, Jelena Makarowa                    | 6:2, 6:2       |
| II runda                                                                            | Helena Suková [2]    | Indonezja: Yayuk Basuki, Romana Tedjakusuma [WC]          | 6:2, 6:3       |
| Ćwierćfinał                                                                         | Helena Suková [2]    | Kanada: Jill Hetherington, Patricia Hy                    | 6:2, 6:4       |
| Półfinał                                                                            | Helena Suková [2]    | Hiszpania: Conchita Martínez, Arantxa Sánchez Vicario [4] | 6:2, 7:6(1)    |
| O złoty medal                                                                       | Helena Suková [2]    | Stany Zjednoczone: Gigi Fernández, Mary Joe Fernández [1] | 6:7(6), 4:6    |